# Garnier de Sens
Garnier (en latin Warnarius) est vicomte de Sens et de Troyes au Xe siècle.

## Biographie
En 895, après la prise du comté de Sens par Richard de Bourgogne, il est nommé vicomte de Sens et de Troyes par celui-ci.
Il meurt le 6 décembre 924 en combattant les Vikings à la bataille de Calaus mons (Chaumont).

## Famille
Garnier épouse avant 900, Teutberge d'Arles, nouant ainsi une alliance avec la prestigieuse maison des Bosonides. Ses descendants sont appelés les Bosonides Garnériens.
De cette union sont issus :
- Manassès d'Arles (? - † 962), évêque de Trente (932/933-957), archevêque d’Arles (914-962), puis de Milan (948), par qui elle est connue[4] ;
- Berthe de Mâcon (915 - ?) ;
- Boson ;
- Theuberge (leur fille ou petite-fille) (909 - après 962) épouse Charles-Constantin de Vienne ;
- Richard, comte de Troyes vers 926 ;
- Garnier[5] ;
- Richilde, épouse du vicomte Thibaud l'Ancien (hypothèse[6],[7]) ;
- Hugues de Vienne († vers 948), comte palatin du Royaume de Bourgogne, comte de Vienne, comte à Lyon et à Besançon, fidèle neveu de Hugues d'Arles. Il est marié à Willa ; peut-être fille de Louis Welf comte en Thurgau, fils du roi Rodolphe Ier de Bourgogne et de Willa de Provence.

#### Sources primaires
- Recueil des Chartes de l’Abbaye de Cluny [Cluny] – éd. A. Bernard - A. Bruel, 6 vol., Paris, 1876-1904.
- Flodoard, Annales - édité par Philippe Lauer, Paris, Picard, 1905.
- Gallia Christiana [GC] - édition de 1715, en ligne sur https://books.google.fr.
- Cartulaire de l’Abbaye de Montiéramey, éd. Abbé Lalore, Troyes, 1890, in A. Giry, « Études carolingiennes. V : Documents carolingiens de l’Abbaye de Montiéramey » [Montiéramey] - Études d’Histoire du Moyen Âge dédiées à Gabriel Monod, Paris, 1896.
- Liutprand de Crémone, " Antapodosis " - Édition P. Chiesa, Liudprandi Cremonensis Opera Omnia, Corpus Christianorum Continuatio Mediaevalis no 156 - Turnhout, 1998.
- Cartulaire de l'abbaye de Saint-André-Le-Bas-de-Vienne [Saint-André], ordre de Saint Benoît (Édition1869).

#### Sources secondaires
- Marcellin Babey, Recours aux sources : le comte Hugues-le-Noir et son ombre, une biographie d’après les sources primaires 900-950, vol. I : texte (lire en ligne).
- Marcellin Babey, Recours aux sources : le comte Hugues-le-Noir et son ombre, une biographie d’après les sources primaires 900-950, vol. II : annexes, dont index des noms de personne et de lieu (lire en ligne).
- Marcellin Babey, Recours aux sources : le comte Hugues-le-Noir et son ombre, une biographie d’après les sources primaires 900-950, vol. III : cartes, tableaux généalogiques et illustrations (lire en ligne).
- Raphaël Bijard, « La construction de la Bourgogne Robertienne (936 - 1031) », sur Academia, 2021.
- Georges de Manteyer, Les origines de la maison de Savoie en Bourgogne (910-1060) - Mélanges d’archéologie et d’histoire publiés par l’École française de Rome, 19 – 1899 - réimpression, Genève, 1978.
- Christian Settipani, Les origines maternelles du comte Otte-Guillaume, Annales de Bourgogne, 66, 1994, p. 5-63.